# 新聞檔案
《新聞檔案》（英語：News Files）是香港電視廣播有限公司新聞及資訊部製作的新聞時事資訊回顧節目，重溫在不同年代（由1970年1月1日至2000年代）的所發生過、與播出當天重點新聞有關的舊聞大事，選材以港聞為主，使用無綫電視昔日製作的新聞節目片段。2010年1月4日開始播出；2010年1月4日至2015年1月2日期間，節目由英皇金融證券集團特約；2015年4月6日至2016年1月2日起，節目由澳門英記餅家特約；2016年4月6日起，由結好證券特約，而無綫新聞台方面，則由東方表行特約，後在現時由田生集團特約。TVB新聞台版本並沒有任何冠名贊助。
同類節目有環球新聞檔案、新中國檔案、財經檔案（2014）、財經檔案五十年（2019）、體育新世界的體壇檔案環節、新聞掏寶、有線電視的《日日有頭條》。
2012年7月2日起，普通話版本以《普通話新聞檔案》（PTH News Files）為名義播出；2012年7月2日至2013年7月18日期間，該節目由譽一鐘錶特約。

## 播出時間

### 粵語版本
- 翡翠台：星期一至五18:25、23:50。
- 無綫新聞台：星期一至五14:26、17:26、21:27、00:26[1]。
- myTV提供自翡翠台當日首播該節目以來的所有集數重溫，為少數獲保留超過60天的節目之一。不過到2016年9月22日MyTV SUPER免費版正式推出後，只保留7日重溫。
- 無綫新聞網站「專題節目」分類亦會提供在翡翠台播出的集數重溫。

### 普通話版本
- 明珠台：星期一至五18:23（2012年7月2日至2016年2月19日）。
- J5：星期一至五21:10（2016年2月22日至2016年6月30日）。

## 歷史
- 2010年1月4日起，每天09:56、10:26、17:26、20:27、21:27在互動新聞台與無綫新聞台（即現時的TVB新聞台）同步播出。
- 2011年2月28日起，逢星期一至五23:35（《晚間新聞》後）在翡翠台與高清翡翠台同步播出。
- 2011年6月13日起，逢星期一至五18:25（《六點半新聞報道》前）在翡翠台播出。
- 2012年7月2日起，本節目增設普通話版本，逢星期一至五18:23在明珠台播出。
- 2013年1月1日起，本節目增設提供中文字幕。
- 2013年6月3日起，為配合TVB Window啟播，每天20:27與互動新聞台及TVB新聞台同步播出本節目。
- 巴西世界盃期間（6月13日至7月13日），因遷就世界盃節目及賽事，《晚間新聞》縮短為20分鐘播映，《新聞檔案》期間改為23:20一節，在翡翠台星期一至五07:25（《香港早晨》內）及13:20（《午間新聞》及《瞬間看地球》後）播出，而18:25時段不變。
- 2015年1月5日起，由於翡翠台及高清翡翠台逢星期一至五23:35時段改為23:50播出，並於翌日08:40（《香港早晨》時段內）在翡翠台、互動新聞台及TVB新聞台作三個頻道聯合重播。
- 2015年1月6日起，互動新聞台與TVB新聞台取消於每天的09:56時段。
- 2015年1月17日起，互動新聞台、TVB新聞台與TVB Window取消在星期六、日播出。
- 2015年1月19日起，互動新聞台與TVB新聞台14:26播出。同日起，互動新聞台、TVB新聞台與TVB Window取消20:27時段。
- 2015年4月6日起，翡翠台、互動新聞台與TVB新聞台取消逢星期二至六的08:40重播時段。
- 2016年2月22日起，隨著高清翡翠台改名為J5，取消在該台粵語版本；《普通話新聞檔案》改於J5播出，播映時間為星期一至五21:10-21:15（非港股交易日為21:00-21:05）。
- 2016年7月4日起，J5停播普通話版本。
- 2016年7月11日起，翡翠台逢星期一至五的原23:50時段改為23:30播出。
- 2016年里約奧運期間（[8月8日至8月21日），因遷就奧運節目及賽事，期間翡翠台取消播映《新聞檔案》。
- 2017年8月15日起，因應互動新聞台改名為無綫新聞台，並維持該頻道播出。
- 2019年1月15日起，TVB新聞台停播。

無綫新聞網站「新聞檔案」分類以及myTV於節目播出後提供節目重溫，並分別保留七天及60天。
- 2017年4月18日起MyTV SUPER正式推出後，免費版只保留7日重溫。

## 軼事
- 無綫電視在1971年11月15日已開始彩色廣播，但部分在《新聞檔案》播出的1979年及1980年新聞片段仍是黑白製作。
- 《新聞檔案》的片頭及片尾音樂由首播起曾採用Armada （页面存档备份，存于）的15秒版本，至2015年初及2021年改用新版音樂（曲名未明）。

## 外部連結
- 《新聞檔案》在myTV網站重溫[永久]
- 《新聞檔案》在無綫新聞網站重溫 （页面存档备份，存于）
- 《普通話新聞檔案》在myTV網站重溫[永久]
- 《普通話新聞檔案》在無綫新聞網站重溫 （页面存档备份，存于）